# Žabari
Žabari (in serbo Жабари?) è un villaggio e una municipalità del distretto di Braničevo nella Serbia centrale.

## Municipalità
La municipalità di Žabari comprende, oltre a Žabari, anche i seguenti villaggi:
| - Aleksandrovac - Brzohode - Četereže - Kočetin - Mirijevo - Oreovica - Polatna - Porodin - Sibnica - Simićevo | - Svinjarevo - Tićevac - Viteževo - Vlaški Do |  |

## Galleria d'immagini

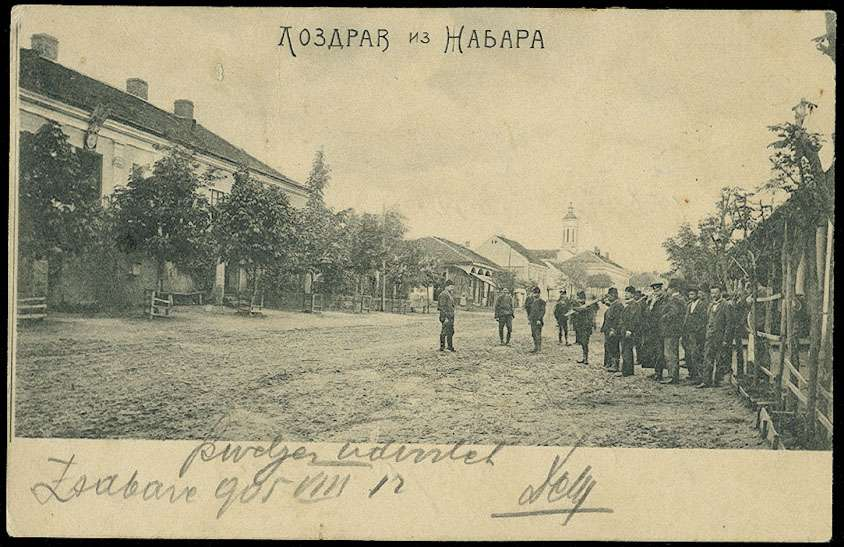
Žabari nel 1904